# TOMOHISA YAMASHITA in LA -Document of "YOUR STEP"-COMPLETE VERSION
『TOMOHISA YAMASHITA in LA -Document of "YOUR STEP"-COMPLETE VERSION』（トモヒサ ヤマシタ イン エル・エイ ドキュメント オブ ユア ステップ コンプリート バージョン）は山下智久の4枚目の映像作品。2015年5月20日にワーナーミュージック・ジャパンより発売された。

## 概要
本作は2014年夏に山下が米国・ロサンゼルスで過ごした4日間の様子を収めたドキュメンタリー映像作品。
2014年10月リリースのアルバム「YOU」に特典映像として収録された「YOUR STEP」のレコーディング風景と、2014年9月にフジテレビ「大人のKISS英語」にて放送された山下が初めて監督を務めた同曲のミュージック・ビデオ撮影風景に加え、特典映像・番組それぞれの未公開シーンを再編集し収録している。
初回限定仕様と通常仕様のDVDのみでのリリースで、ブルーレイでのリリースはない。
両仕様共通の特典として、ポストカード3枚セットが封入。初回限定仕様のみ『山下智久デザイン監修 YOUR NAME in L.A. フィンガーサイン ネックレス』応募用シリアルコードが封入された。
また、ワーナーミュージックからリリースされた最後の映像作品となった。

## 収録内容
- Day1
- Day2
- Day3
- Day4